# Gedenkstätte Pahlawan Mahmud

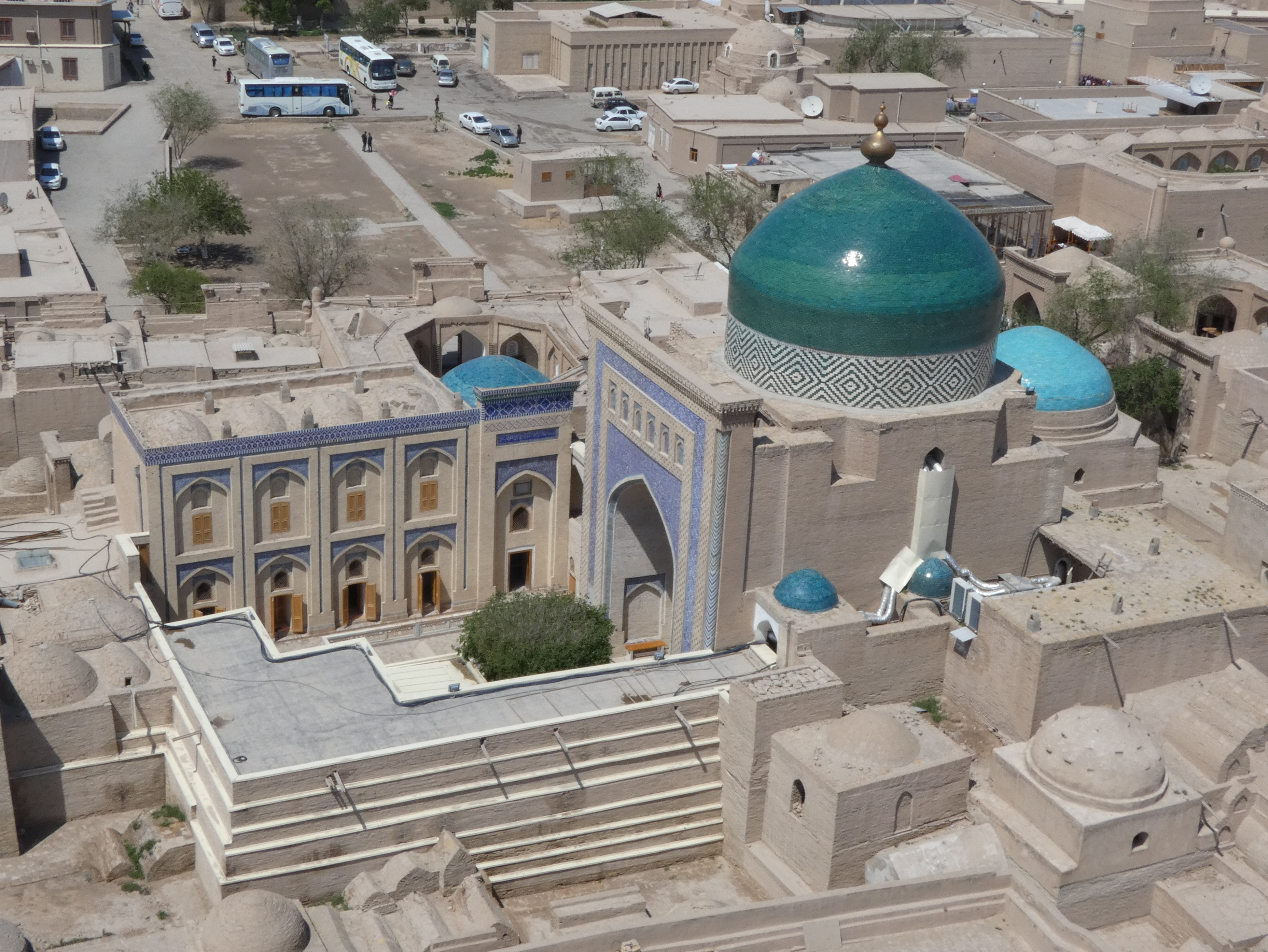
Die Gedenkstätte Pahlawan Mahmud mit Khanqah mit blauer Kuppel

Die Gedenkstätte Pahlawan Mahmud ist eine um das Grab des als Heiligen verehrten Pahlawan Mahmud errichtete Gedenkstätte in Usbekistan. Um diese beziehungsweise in ihr befindet sich die Nekropole der Khane von Chiwa. Die Gedenkstätte ist das kulturelle Zentrum der historischen Altstadt Chiwas Ichan Qalʼа und herausragender Teil des UNESCO-Welterbes.

## Geschichte
Die Gedenkstätte entstand am Grab Pahlawan Mahmuds, der 1247 bis 1326 in der Mongolenzeit lebte. Dieser war als Ringer, Dichter-Philosoph und Lehrer des Sufismus bekannt. Zwischen dem 14. und dem 17. Jahrhundert entstand um das Grab des Heiligen ein Friedhof. Anfang des 18. Jahrhunderts richtete Khan Schirgazi auf der Nekropole seine Medrese aus.
1810 ließ Khan Muhammad Rahim I. (Regierungszeit 1806 bis 1825) die Grabstätte um- und das zentrale Mausoleum erbauen. Der Neubau beinhaltete die alte Gruft und eine Khanqah mit einer hohen Kuppel, deren auffällige Gestalt eines der Wahrzeichen Chiwas ist. Baumeister war Adin Murad, der wie auch die Namen der Keramiker Nur Muhammad und Muhammad Fano auf einer Inschrift verewigt wurde. Vor dem Eingang in das Mausoleum wurde ein Totenhof eingerichtet. Die Tore des alten Friedhofs wurden zum Eingangsportal.
Unter Khan Esfendijar (Regierungszeit 1910 bis 1920) wurden an der Westwand des Hofes eine zweigeschossige Qori-Khane und an der Ostwand eine Sommermoschee gebaut.

## Nekropole der Khane von Chiwa
Nach dem Um- beziehungsweise Neubau des Mausoleums wurde dieses das zentrale Bauwerk der Nekropole der Herrscher des Khanats Chiwa. In der Khanqah, dem zentralen Kuppelbau, wurde Muhammad Rahim I. bestattet. Sein Sarkophag befindet sich in einer Mauernische dem Eingang gegenüber. Weitere Sarkophage befinden sich in der Khanqah. In das Portal wurde eine Platte mit der Grabinschrift für einen Würdenträger Khans Ilbars II. eingearbeitet.
Später wurde an das zentrale Mausoleum ein Ostflügel angebaut, wo sich die Bestattung des Khans Alla Kuli (Regierungszeit 1825 bis 1842) befindet. Der vorletzte Chiwaer Khan Esfendijar hatte zu Lebzeiten im Qori-Khane seine Gruft vorbereitet, wurde jedoch außerhalb der Stadt beerdigt, da er außerhalb Chiwas starb und es einer Tradition folgend verboten war, Tote durch die Stadttore zu tragen. In der Qori-Khane wurden in unteren Chudschras die Mutter Esfendijars Kultugbegin Khanum und zwei weitere Mitglieder der Familie bestattet. Die weiteren Räumlichkeiten waren Wohnräume von Koranvorlesern.
Die inneren Räume und die Sarkophage zeichnen sich durch die Schönheit ihrer Gestaltung mit Majoliken aus. Sie gelten als Meisterwerke der Chiwaer Dekorkunst. Blaue Keramikfliesen lassen Pflanzen- und geometrische Flechtwerkmuster entstehen. In der Khanqah und der Gedenkmoschee finden sich Kacheln mit Gedichten. Eines lautet beispielhaft: „Die Farben dieser Malerei dienen dem Frühling als Muster. Sie sind Erinnerung an die Kunst Abdullahs“.

## Galerie

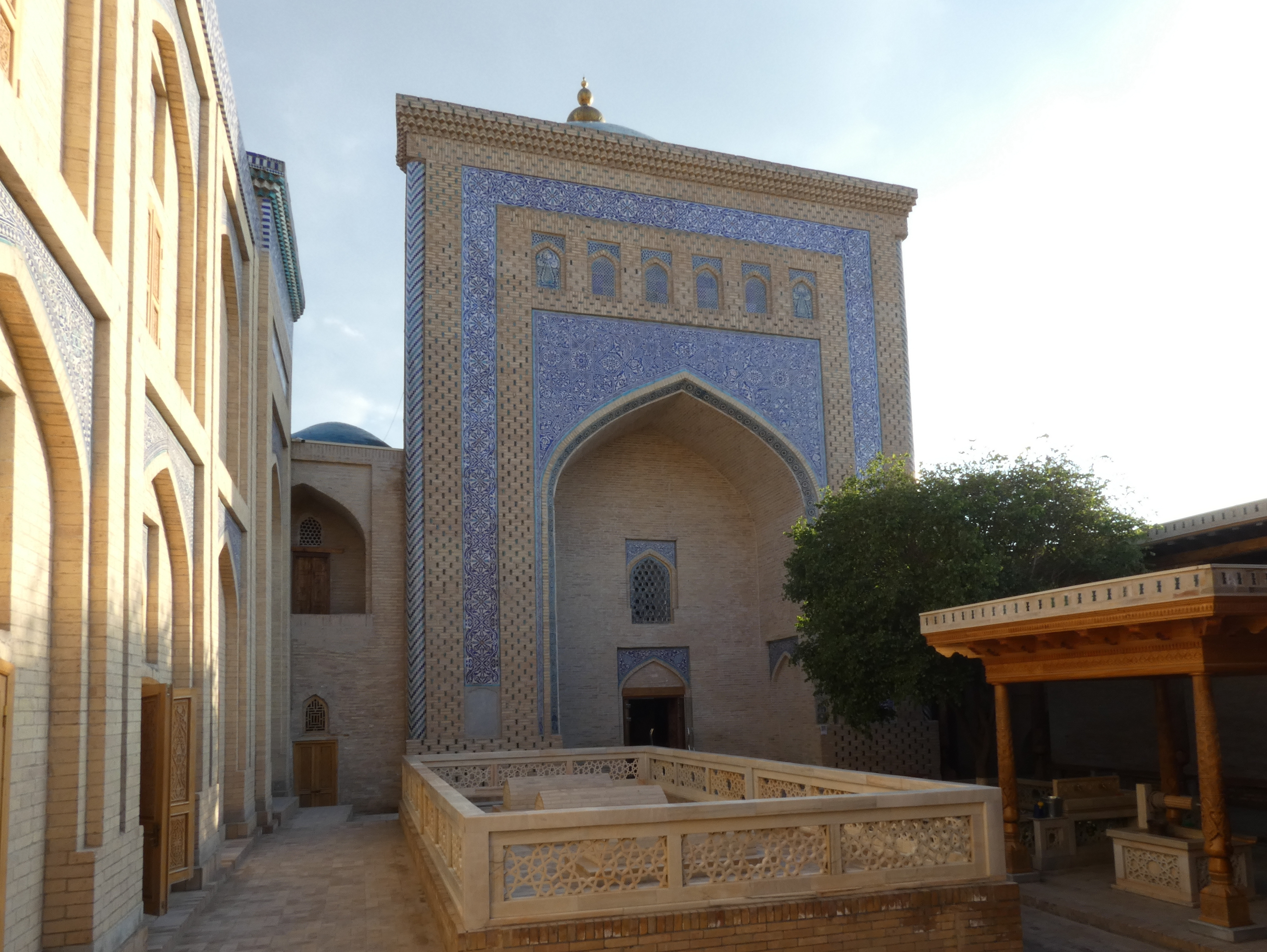
Portal der Khanqah und Totenhof mit mehreren Gräbern
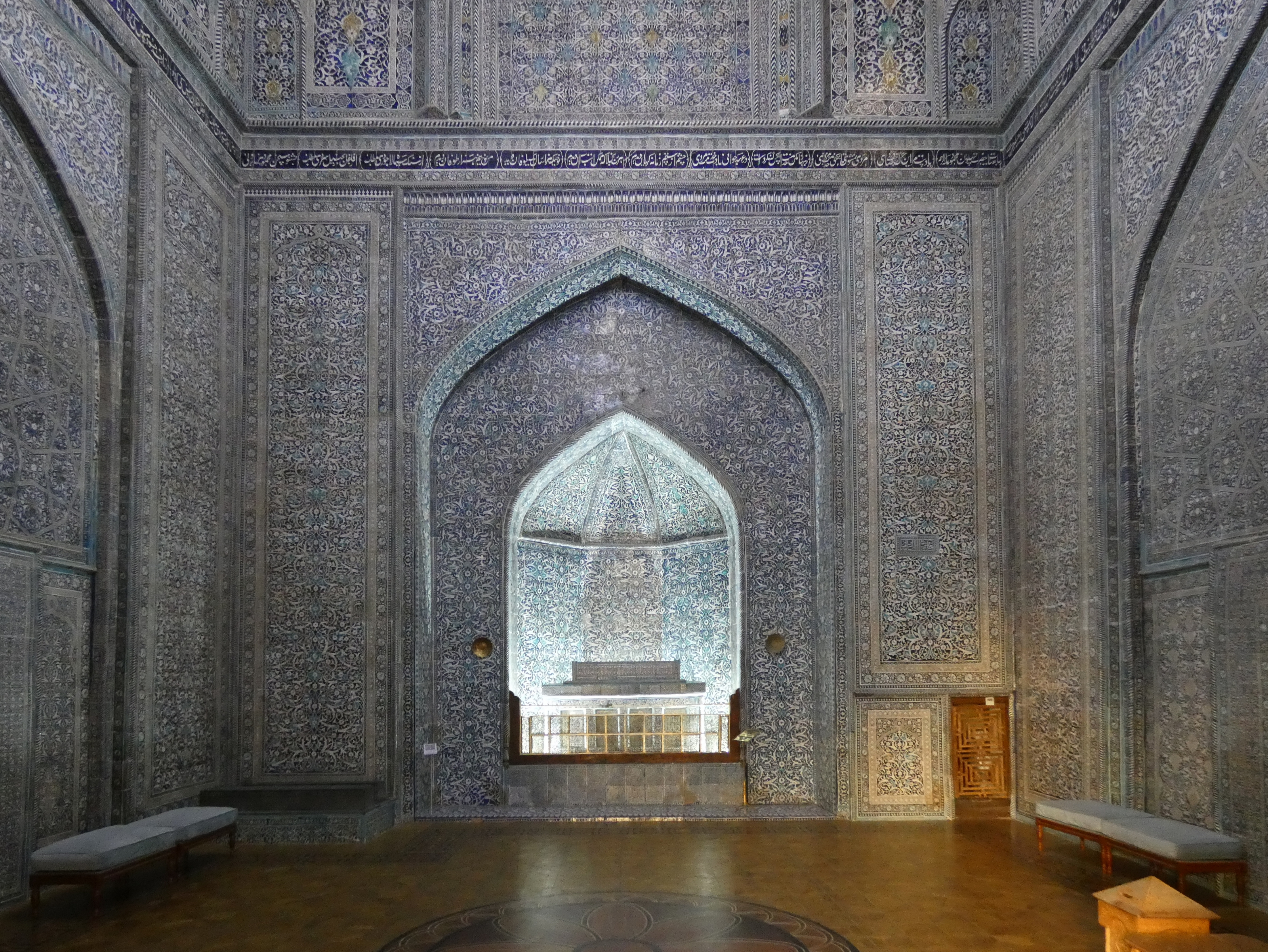
Die verzierte Khanqah mit dem Sarkophag Muhammad Rahim I. in mittiger Nische, zwei weitere Sarkophage in der hinteren linken Ecke
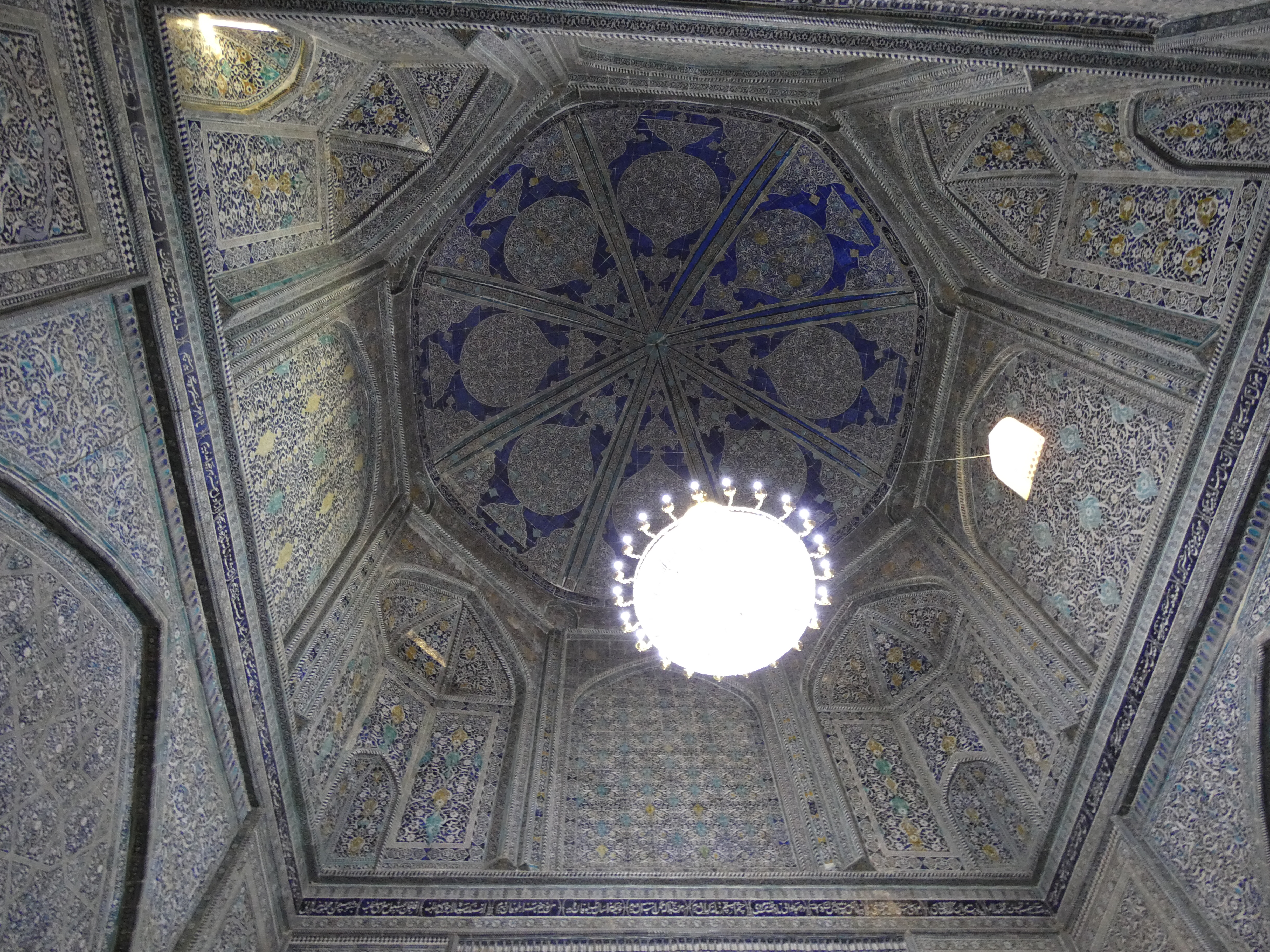
Das verzierte Innere der Kuppel der Khanqah
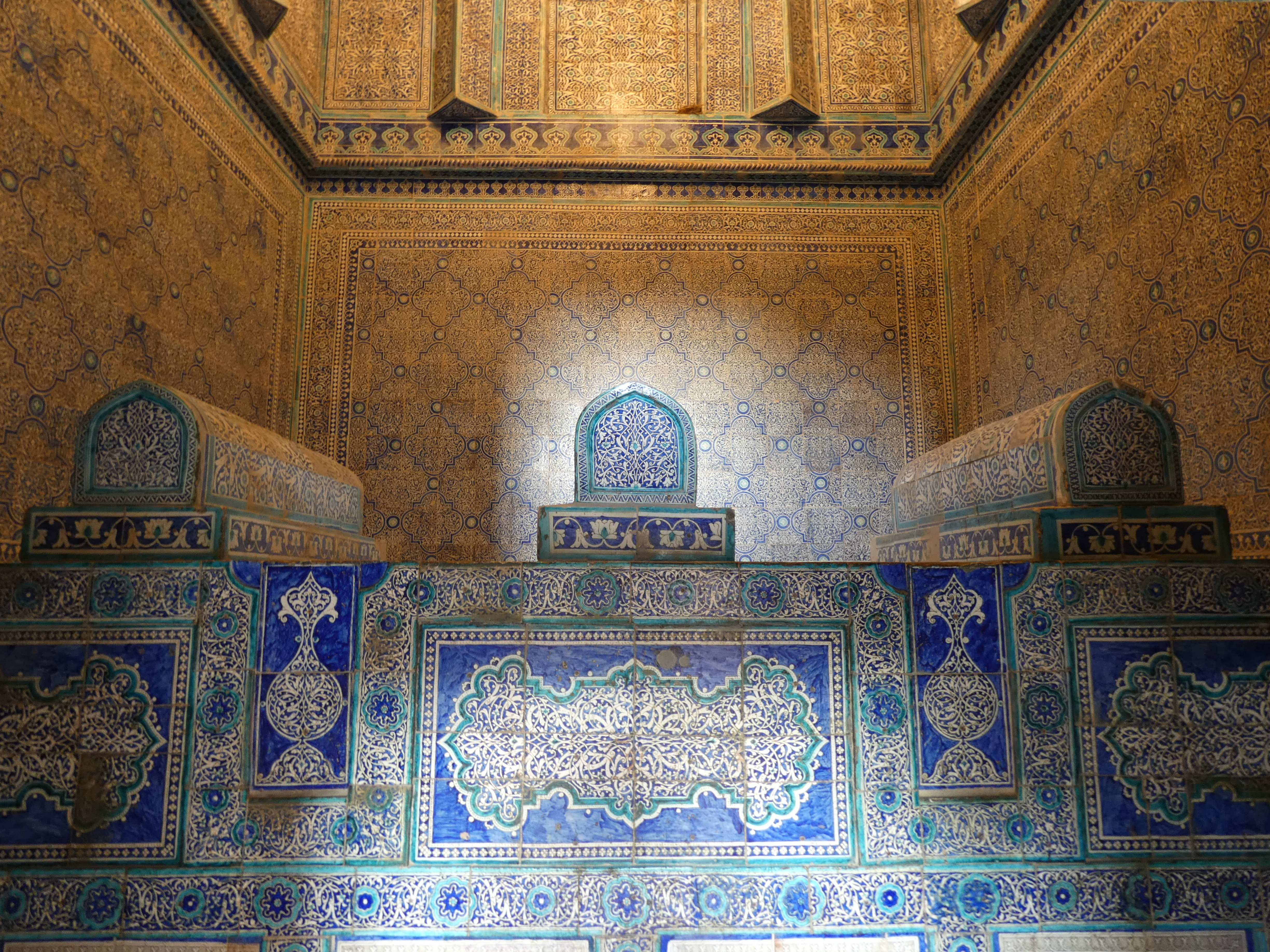
Sarkophage im westlich der Khanqah liegenden Mausoleum
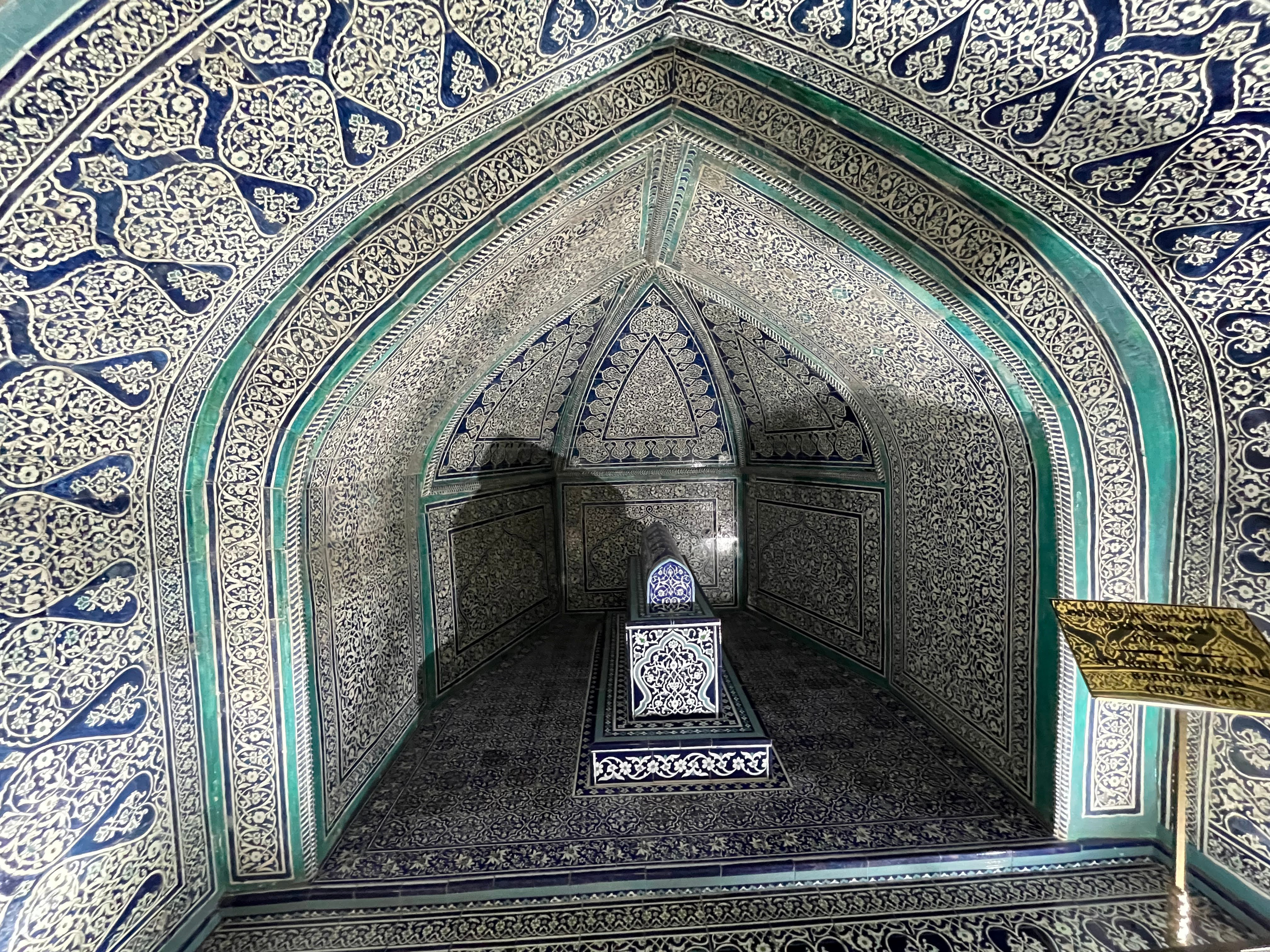
Sarkophage